# Richard Vander Veen
Richard Franklin Vander Veen (ur. 26 listopada 1922 w Grand Rapids, zm. 3 marca 2006 tamże) – amerykański polityk, członek Izby Reprezentantów z ramienia Partii Demokratycznej.
Po odbyciu służby wojskowej w marynarce w czasie II wojny światowej ukończył studia prawnicze na University of South California w Columbia i na Harvard University. W 1949 został przyjęty do palestry Michigan. Ponownie służył wojskowo w czasie wojny koreańskiej. Od lat 50. był aktywnym działaczem Partii Demokratycznej na szczeblu stanowym, m.in. delegatem i przewodniczącym stanowych konwencji partyjnych. Zasiadał także w kolegialnych organach władzy stanowej, m.in. komisjach ds. autostrad i zdrowia psychicznego.
W lutym 1974 został wybrany do Izby Reprezentantów USA, zwyciężając w specjalnych wyborach rozpisanych w związku z nominacją Geralda Forda, dotychczas zasiadającego w Kongresie, na stanowisko wiceprezydenta USA. W atmosferze afery Watergate udało mu się zdobyć mandat, od 1910 nieprzerwanie obsadzany przez Partię Republikańską. Jesienią 1974 został wybrany na pełną kadencję; zasiadał w Izbie Reprezentantów do stycznia 1977, bezskutecznie ubiegając się o trzecią kadencję w 1976 oraz nominację partyjną w wyborach do Senatu w 1978. Powrócił następnie do pracy w instytucjach stanowych, ciesząc się opinią czołowego polityka demokratycznego w Michigan.